# Noginsk
Noginsk (Russisch: Ногинск; vóór 1930 - Bogorodsk, Богородск) is een stad in de Oblast Moskou in het westen van Rusland. Noginsk ligt ongeveer 50 kilometer ten oosten van Moskou en kan een voorstad van deze stad worden genoemd. De stad telde bij de volkstelling van 2002 117.555 inwoners.
De stad werd in 1389 voor het eerst vermeld als Rogosj. In 1781 verkreeg het stadsrechten onder de naam Bogorodsk (Stad van de Moeder van God). In 1930 werd de naam Noginsk, een vernoeming naar de partijfunctionaris Viktor Nogin. Er is een campagne gaande om de historische naam weer terug te krijgen. In de 20e eeuw stond de stad bekend als centrum voor textielverwerking (katoen, zijde en wol).

## Geboren in Noginsk
- Grigori Fedotov (1916-1957), voetballer